# Département d'Islas del Ibicuy
Le département d'Islas del Ibicuy est une des 17 subdivisions de la province d'Entre Ríos, en Argentine. Son chef-lieu est la ville de Villa Paranacito.
Le département a une superficie de 4 500 km2. Sa population s'élevait à 11 498 habitants au recensement de 2001.

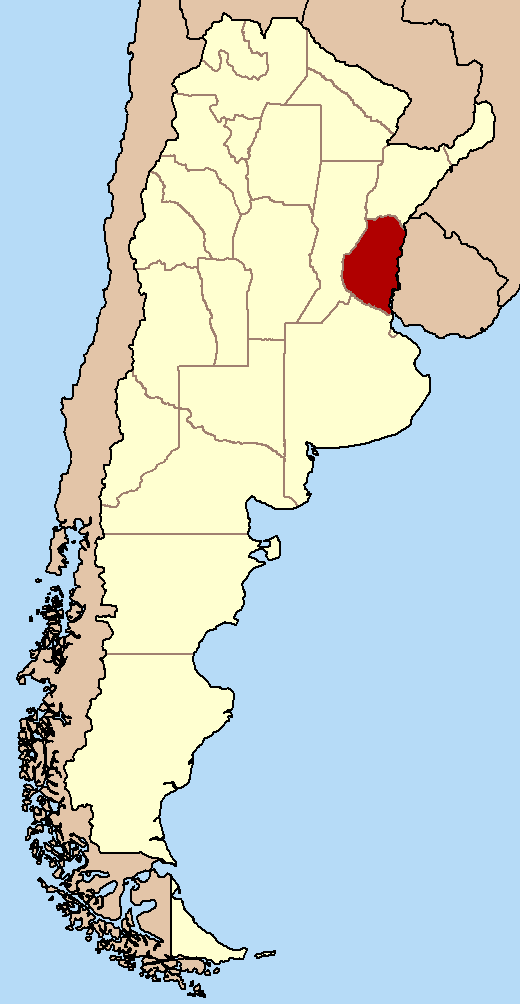
Localisation de la province d'Entre Ríos en Argentine.

## Villes et localités
- Ceibas
- Ibicuy
- Médanos
- Villa Paranacito, chef-lieu